# شيتورغاره
تشيتوغاره (بالإنجليزية: Chittorgarh)‏ هي مدينة من مدن الهند. يبلغ عدد سكانها 1544392 نسمة وذلك حسب إحصائيات سنة 2011. يبلغ ارتفاع المدينة عن سطح البحر قرابة 394 متر. تبلغ مساحتها 28 كم².

## أعلام
- شاندرا براكاش جوشي
- رانا سانغا